# Opharus lugubris
Opharus lugubris är en fjärilsart som beskrevs av De Toulgoët 1981. Opharus lugubris ingår i släktet Opharus och familjen björnspinnare. Inga underarter finns listade i Catalogue of Life.